# کپلر-۳۲
کپلر-۳۲ (انگلیسی: Kepler-32) یک ستارهٔ رشته اصلی از نوع M است که در فاصلهٔ ۱۰۷۰ سال نوری از زمین، در صورت فلکی ماکیان قرار گرفته‌است. این ستاره در ژانویه ۲۰۱۲ توسط فضاپیمای کپلر،
با جرم خورشیدی ۰٫۵۸ ± 0.58 (M☉)، شعاع خورشید ۰٫۰۴ ± 0.53 ((R☉) و دمای 3900.0 K نشان می‌دهد و آن را نصف جرم و شعاع خورشید است، دو سوم دمای آن. ۳۹۰۰ درجه کلوین و ۵ درصد درخشندگی آن است.